# هارون إس. واتكينز
هارون إس. واتكينز هو سياسي أمريكي، ولد في 29 نوفمبر 1863 في راشسيلفينيا في الولايات المتحدة، وتوفي بنفس المكان في 9 فبراير 1941. نشط حزبياً في حزب المنع.